# Малоюганський
Малоюга́нський (рос. Малоюганский) — селище у складі Сургутського району Ханти-Мансійського автономного округу Тюменської області, Росія. Входить до складу Угутського сільського поселення.
Населення — 238 осіб (2010, 271 у 2002).
Національний склад станом на 2002 рік: росіяни — 79 %.